# Liste der Baudenkmäler in Rettenbach (Oberpfalz)

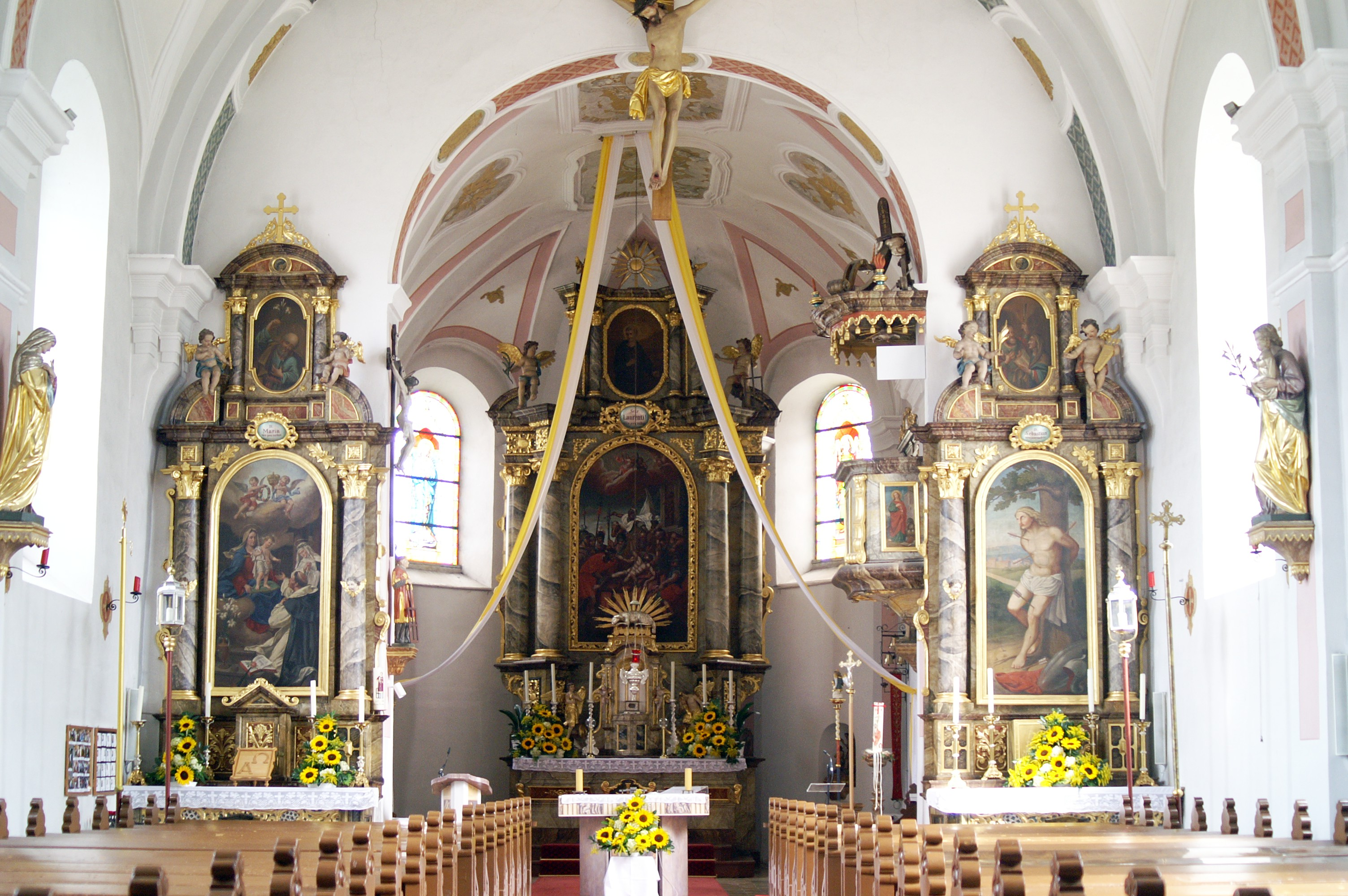
Innenraum von St. Laurentius in Rettenbach

Auf dieser Seite sind die Baudenkmäler in der Oberpfälzer Gemeinde Rettenbach zusammengestellt. Diese Tabelle ist eine Teilliste der Liste der Baudenkmäler in Bayern. Grundlage ist die Bayerische Denkmalliste, die auf Basis des Bayerischen Denkmalschutzgesetzes vom 1. Oktober 1973 erstmals erstellt wurde und seither durch das Bayerische Landesamt für Denkmalpflege geführt wird. Die folgenden Angaben ersetzen nicht die rechtsverbindliche Auskunft der Denkmalschutzbehörde.

## Baudenkmäler nach Ortsteilen

### Rettenbach
| Lage                                   | Objekt                                 | Beschreibung | Akten-Nr.    | Bild           |
| -------------------------------------- | -------------------------------------- | --- | ------------ | -------------- |
| Bachstraße 3 (Standort)                | Ehemaliges Mühlenwohnhaus              | Zweigeschossiger und giebelständiger Satteldachbau mit verschaltem Blockbau-Obergeschoss, 2. Hälfte 19. Jahrhundert | D-3-72-150-2 | BW             |
| Bachstraße 8 (Standort)                | Ehemaliges Wohnstallhaus               | Eingeschossiger und giebelständiger Satteldachbau mit Blockbau-Kniestock, 18./19. Jahrhundert | D-3-72-150-3 | BW             |
| Dorfstraße 6; Dorfstraße 6a (Standort) | Bauernhaus                             | Eingeschossiger und traufständiger Satteldachbau mit Blockbau-Kniestock, 19. Jahrhundert | D-3-72-150-4 | BW             |
| Dorfstraße 10 (Standort)               | Katholische Pfarrkirche St. Laurentius | Saalbau mit eingezogenem Chor, Sattel- und Walmdach, Chorflankenturm mit Haubendach und Fassade mit Lisenengliederung, 17./18. Jahrhundert, westliche Erweiterung mit Fassade Neurenaissance, 1894; mit Ausstattung; Geschlossener Mauerring mit segmentbogigem Nord- und Südwesttor, Mischmauerwerk aus Granit und Kalkstein, eingemauertes Steinkreuz mit verbreiterten Armen, Südwesttor bezeichnet mit 1769 | D-3-72-150-5 | weitere Bilder |
| Dorfstraße 19 (Standort)               | Kriegerkapelle                         | Giebelständiger Nischenbau mit Schweifgiebel, um 1920 | D-3-72-150-6 | BW             |
| Nähe Dorfstraße (Standort)             | Wegkapelle, sogenannte Amann-Kapelle   | Giebelständiger Satteldachbau, Ende 19. Jahrhundert | D-3-72-150-8 | BW             |

### Aschau
| Lage                           | Objekt                              | Beschreibung | Akten-Nr.     | Bild |
| ------------------------------ | ----------------------------------- | --- | ------------- | ---- |
| Aschau 1 (Standort)            | Wohnstallhaus                       | Zweigeschossiger und giebelständiger Satteldachbau mit verschaltem Blockbaugiebel und Giebelschrot, um Mitte 19. Jahrhundert, Stallgewölbe um 1880/90; Querstehender Stadel, verschalte Ständerkonstruktion mit aufgesteiltem Satteldach, bezeichnet mit 1890 | D-3-72-150-30 | BW   |
| Aschau 3 (Standort)            | Ehemaliges Bauernhaus, Wohnstallbau | Zweigeschossiger und traufständiger Satteldachbau, im Kern wohl 17./18. Jahrhundert, Obergeschoss in Ziegelmauerwerk 1886 erneuert, gleichzeitig Stallausbau und -wölbung; Stadel, verschalte Ständerkonstruktion mit Satteldächern, bezeichnet mit 1892; Remise, traufständiger Ständerbau mit Satteldach, Getreideboden und gemauertem Stallteil, Ende 19. Jahrhundert                                                       | D-3-72-150-29 | BW   |
| Aschau 7; In Aschau (Standort) | Wohnstallhaus                       | Zweigeschossiger und traufständiger Satteldachbau mit Blockbau-Obergeschoss, ursprünglich mit Flachsatteldach über Blockbau-Obergeschoss von 1792, um 1840/50 seitlicher Kelleranbau, 1859 um Kniestock erhöht und Dach aufgesteilt, 1887 Einbau der gewölbten Stallanlage, Instandsetzung 1987–89; Nebengebäude mit Backofen, nach Brand 1998 erneuert; Gewölbter Erdkeller, Granitbruchstein, wohl 2. Hälfte 19. Jahrhundert | D-3-72-150-9  | BW   |
| In Aschau (Standort)           | Remise mit Getreideboden            | Ständerbau mit Blockbau-Obergeschoss und vorschießendem Satteldach, wohl 17./18. Jahrhundert | D-3-72-150-31 | BW   |

### Aumbach
| Lage                   | Objekt   | Beschreibung | Akten-Nr.     | Bild     |
| ---------------------- | -------- | --- | ------------- | -------- |
| Aumbach 117 (Standort) | Gasthaus | Zweigeschossiger und giebelständiger Satteldachbau mit verschaltem Blockbau-Obergeschoss und Giebelschrot, 1. Hälfte 19. Jahrhundert | D-3-72-150-12 | Gasthaus |

### Bergershof
| Lage                       | Objekt      | Beschreibung                                                                                        | Akten-Nr.     | Bild |
| -------------------------- | ----------- | --------------------------------------------------------------------------------------------------- | ------------- | ---- |
| Nähe Bergershof (Standort) | Feldkapelle | Gehäuse mit steilem Satteldach, 1877 anstelle einer älteren Kapelle erbaut, mit Votivtafel von 1822 | D-3-72-150-13 | BW   |

### Ebersroith
| Lage                                      | Objekt                                | Beschreibung | Akten-Nr.     | Bild |
| ----------------------------------------- | ------------------------------------- | --- | ------------- | ---- |
| Ebersroith 110 (Standort)                 | Waldlerhaus                           | Eingeschossiger und giebelständiger Bau mit geschlepptem Halbwalmdach, einseitiger Mansarde und verputztem Blockbau-Kniestock, 18./19. Jahrhundert | D-3-72-150-15 | BW   |
| Ebersroith 119 (Standort)                 | Waldlerhaus                           | Eingeschossiger und traufständiger Flachsatteldachbau mit Blockbau-Kniestock und Giebelschrot, Anfang 19. Jahrhundert                              | D-3-72-150-16 | BW   |
| Ebersroith 406; Ebersroith 408 (Standort) | Waldlerhaus                           | Eingeschossiger und traufständiger Flachsatteldachbau mit Blockbau-Kniestock, Anfang 19. Jahrhundert                                               | D-3-72-150-18 | BW   |
| Ebersroith 508 (Standort)                 | Katholische Filialkirche St. Nikolaus | Saalbau mit abgewalmtem Satteldach, Chorflankenturm mit Zwiebelhaube und Putzgliederungen, um 1700; mit Ausstattung                                | D-3-72-150-17 | BW   |
| Ebersroith 802 (Standort)                 | Wohnstallhaus                         | Eingeschossiger und giebelständiger Satteldachbau mit Blockbau-Kniestock, Anfang 19. Jahrhundert                                                   | D-3-72-150-14 | BW   |

### Haslhof
| Lage                 | Objekt        | Beschreibung | Akten-Nr.     | Bild |
| -------------------- | ------------- | --- | ------------- | ---- |
| Haslhof 1 (Standort) | Wohnstallhaus | Zweigeschossiger Flachsatteldachbau mit Traufschrot, Putzbänderungen und Stall mit Kreuzgratgewölben, Wohnteil 1858; Stadel, traufständiger Ständerbau mit Halbwalmdach, bezeichnet mit 1824 | D-3-72-150-21 | BW   |

### Herrnthann
| Lage                     | Objekt        | Beschreibung                                                                   | Akten-Nr.     | Bild |
| ------------------------ | ------------- | ------------------------------------------------------------------------------ | ------------- | ---- |
| Herrnthann 10 (Standort) | Wohnstallhaus | Eingeschossiger und traufständiger Blockbau mit Frackdach, 18./19. Jahrhundert | D-3-72-150-22 | BW   |

### Langau
| Lage                 | Objekt        | Beschreibung                                                                                               | Akten-Nr.     | Bild |
| -------------------- | ------------- | --- | ------------- | ---- |
| Langau 14 (Standort) | Wohnstallhaus | Eingeschossiger Satteldachbau mit Blockbau-Kniestock und verbrettertem Giebelschrot, Mitte 19. Jahrhundert | D-3-72-150-24 | BW   |

### Postfelden
| Lage                     | Objekt                      | Beschreibung | Akten-Nr.     | Bild |
| ------------------------ | --------------------------- | --- | ------------- | ---- |
| Postfelden 21 (Standort) | Wohnteil eines Bauernhauses | Eingeschossiger Satteldachbau mit Blockbau-Kniestock, spätes 18. Jahrhundert, im 19. Jahrhundert Dach aufgesteilt | D-3-72-150-28 | BW   |

### Ruderszell
| Lage                   | Objekt      | Beschreibung                                                    | Akten-Nr.     | Bild |
| ---------------------- | ----------- | --------------------------------------------------------------- | ------------- | ---- |
| Wasserstein (Standort) | Wasserstein | Wohl ehemalige Viehtränke, ovaler Granitblick von ca. 5 m Länge | D-3-72-150-25 | BW   |

### Stocksgrub
| Lage                    | Objekt                               | Beschreibung                                                                                                | Akten-Nr.     | Bild |
| ----------------------- | ------------------------------------ | --- | ------------- | ---- |
| Kronwit (Standort)      | Wegkapelle St. Maria                 | Giebelständiger und gewölbter Satteldachbau, bezeichnet mit 1923, renoviert 1993; mit Ausstattung           | D-3-72-150-26 | BW   |
| Stocksgrub 6 (Standort) | Austragshaus, ehemaliger Traidkasten | Zweigeschossiger und traufständiger Satteldachbau mit verschindeltem Blockbau-Obergeschoss, 19. Jahrhundert | D-3-72-150-27 | BW   |

## Ehemalige Baudenkmäler
In diesem Abschnitt sind Objekte aufgeführt, die früher einmal in der Denkmalliste eingetragen waren, jetzt aber nicht mehr. Objekte, die in anderem Zusammenhang also z. B. als Teil eines Baudenkmals weiter eingetragen sind, sollen hier nicht aufgeführt werden. Aktennummern in diesem Abschnitt sind ehemalige, jetzt nicht mehr gültige Aktennummern.

| Lage                               | Objekt      | Beschreibung | Akten-Nr.    | Bild |
| ---------------------------------- | ----------- | --- | ------------ | ---- |
| Rettenbach Bachstraße 2 (Standort) | Waldlerhaus | Zweigeschossiger und giebelständiger Flachsatteldachbau mit Blockbau-Obergeschoss und Giebelschrot, frühes 19. Jahrhundert | D-3-72-150-1 | BW   |